# Darl (Adelsgeschlecht)

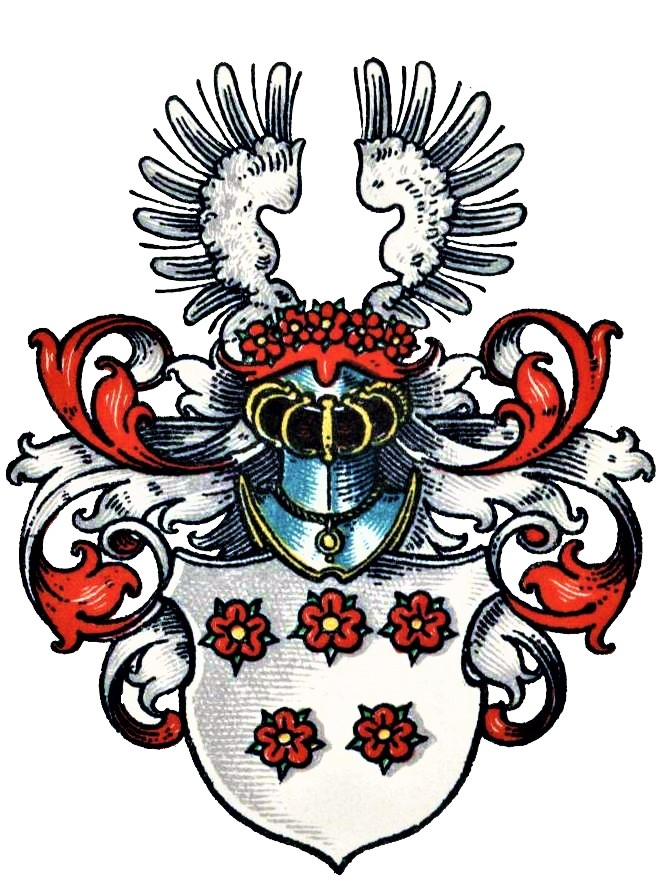
Wappen derer von Darl (Daerl) im Wappenbuch des Westfälischen Adels

Darl (auch: Daerl, Darll, Darle o. ä.) ist der Name eines westfälischen Adelsgeschlechts.

## Geschichte
Stammsitz des Geschlechts war Haus Darl, ein Adelssitz in Gelsenkirchener Stadtteil Erle in der Nähe der Emscher.
Ein Dyderike von Darle (1510 †) erscheint urkundlich 1463. Dessen Tochter Margarete von Darl schloss 1481 einen Heiratsvertrag mit Rutger up dem Berge. Korde (Konrad I.) von Darl erscheint mit seiner verwitweten Mutter Ermgard von Westerholt im Jahr 1510. Konrads I. Geschwister waren Anna von Darl und Margret von Darl. Letztere erbte das in der Bauernschaft Löchter gelegene Lehngut der Abtei Werden geheiten die Becke, das ihr Bruder Konrad I. 1533 von Alef von Backem für die Erbabfindung Margrets kaufte. Margret war 1544 mit Johann von Münster verheiratet. Konrad I. von Darl (1535 †) war Drost des Vests Recklinghausen und mit Mechtild von Langen zu Burg Nienborg verheiratet. Konrad I. hatte zwei Kinder: Jost und Konrad II. von Darl, beide unehelich, beide 1548 adelig legitimiert. Letzterer war mit Margarethe von Duvenvorde verheiratet und erbte Haus Darl. 1557 war er kurfürstlicher Kellner zur Horneburg. Die Kinder der Eheleute hießen Konrad III. von und zu Darl und Hermann von Darl. Konrad III. heiratete nach 1592 in erster Ehe eine Tochter von Christof Krane und Sibylla Schall von Bell. Aus dieser Ehe stammen die Kinder Vinzenz, Konrad IV., verheiratet mit Margarete Rensing, Hermann Wolter, verheiratet mit Josina von Asbeck, Bernhard, Dietrich, Mechtild, Äbtissin Schillingscapellen, Anna, Kanonisse Schillingskapellen, und Margarethe, verheiratet mit Hermann von Hövel zu Ramsdorf. Es folgte eine zweite Ehe mit Gertrud Rensing, Tochter von Vinzenz Rensing, Statthalter im Vest Recklinghausen. Aus dieser Ehe stammen drei Kinder: Jodocus, Hermann und Katharina von Darl. Der älteste Sohn Vinzenz erbte Haus Darl, verkaufte dieses jedoch 1657 an Bernd von Ovelacker zur Leithe und dessen Frau Anna Catharina, Vinzenzs Tochter. Da Vinzenz aber schon 1654 dem Konrad Adolf von Boenen ein Vorkaufsrecht eingeräumt hatte und dieser davon Gebrauch machte, fiel Haus Darl damit an die Familie Boenen. Eine zweite Tochter Vinzenzs war Maria Margaretha von Darl, die 1662 im Katharinenkloster Dortmund eintrat.
Während Leopold von Ledebur und Ernst Heinrich Kneschke angeben, dass Anna Margaretha von Darl († vor 1716) die Letzte ihres Geschlechts war, führt Max von Spießen Anfang des 20. Jahrhunderts an, dass die Familie verarmt sei.
Nach Rudolf Brock war das Geschlecht bei Verkauf des Rittergutes 1657 bereits verarmt, blieb aber noch nach dem Verkauf über mehrere Generation auf der Burg wohnen. Das Geschlecht blüht aber bis in die heutige Zeit fort, zunächst im angestammten Raum, heute mit Schwerpunkt Nordrhein-Westfalen.

## Persönlichkeiten
- Mechtild von Darl, um 1670 Äbtissin in Schillingscapellen[6]

## Wappen
Blasonierung: In Silber fünf (3:2) rote Rosen. Auf dem Helm die Rosen wulstartig gelegt, darüber ein silberner offener Flug. Die Helmdecken sind rot-silbern.